# 東京都道406号皇居前鍛冶橋線

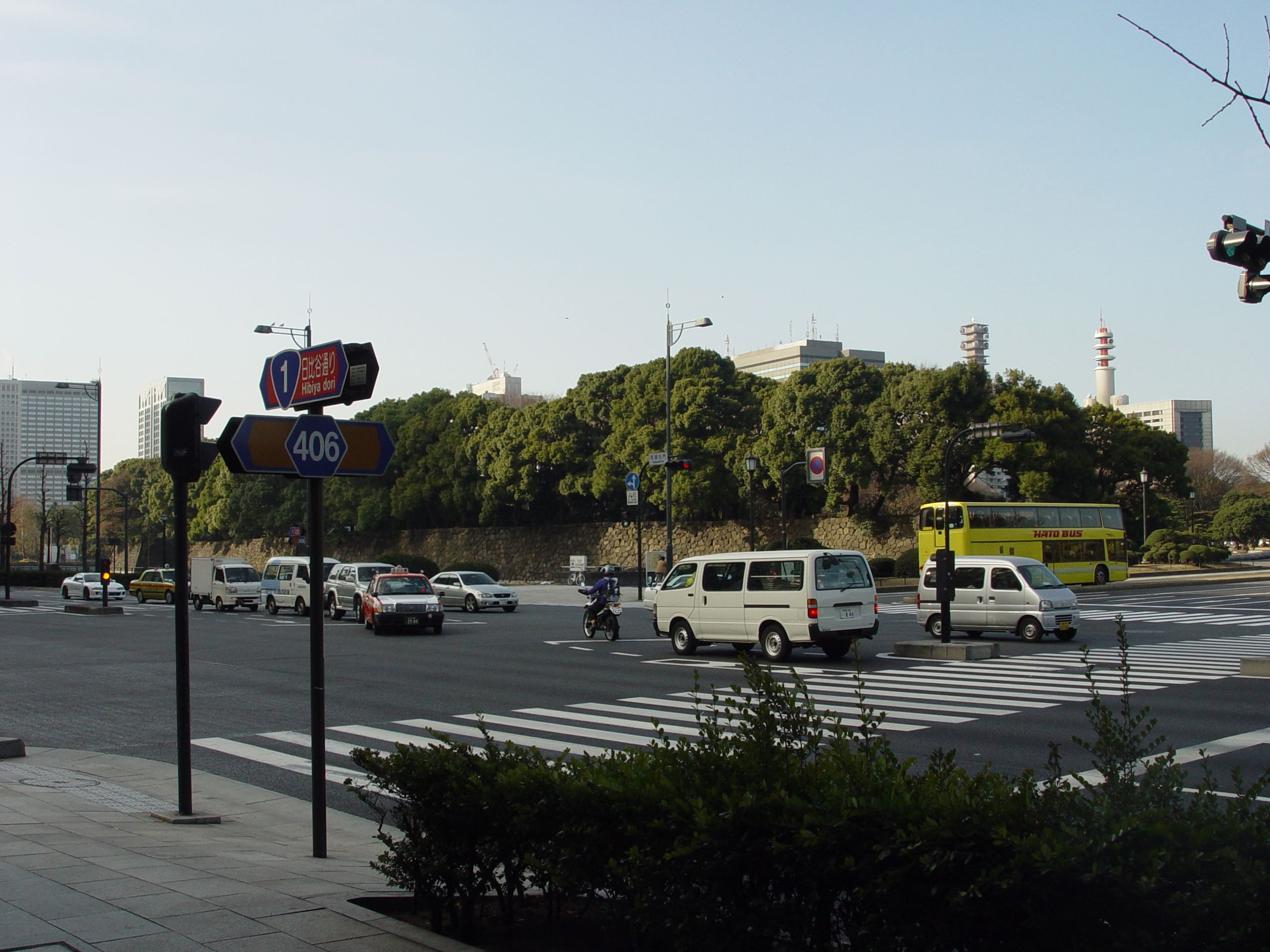
国道1号との交点

東京都道406号皇居前鍛冶橋線（とうきょうとどう406ごう こうきょまえかじばしせん）は、東京都千代田区にある特例都道である。
皇居・内堀通り二重橋前交差点から外堀通り鍛冶橋交差点までの短い区間を結ぶ。外堀通りから先の区間は鍛冶橋通りと呼ばれる。現東京国際フォーラム・旧東京都庁に面し、JR高架下の地下深くには京葉線の東京駅があり、この通りからも出入口が通じている。
ここから先の区間は、鍛冶橋通りの項目を参照されたい。

## 交差する主な道路
- 二重橋前交差点 - 内堀通り（東京都道301号白山祝田田町線）
- 馬場先門交差点 - 日比谷通り（国道1号）
- 東京国際フォーラム西交差点 - 昌平橋通り（東京都道402号錦町有楽町線）
- 鍛冶橋交差点 - 外堀通り（東京都道405号外濠環状線）

## 主な施設
- 東京国際フォーラム